# Fibrax
Fibrax war ein brasilianischer Hersteller von Automobilen.

## Unternehmensgeschichte
Das Unternehmen aus Erechim begann 1989 mit der Produktion von Automobilen. Der Markenname lautete Fibrax. Die Produktionskapazität war auf zwei Fahrzeuge monatlich beschränkt. 1991 endete die Produktion. Nur wenige Fahrzeuge wurden verkauft.

## Fahrzeuge
Das erste Modell war der VW-Buggy Bargus.
1991 wurde der Fiera auf einer Automobilausstellung präsentiert. Dies war ein Sportwagen. Er basierte auf einem Fahrgestell von Volkswagen do Brasil mit Heckmotor. Die Karosserie aus Fiberglas war vom Chevrolet Corvette inspiriert. Auffallend waren die Flügeltüren. Er blieb ein Prototyp.
Außerdem fertigte das Unternehmen Karosserien für Pick-ups mit Doppelkabine.